# Ermanno Beccati
Ermanno Beccati (Cologna, 11 febbraio 1952) è un ex calciatore italiano, di ruolo attaccante.

## Carriera
Disputa tre campionati di Serie B con le maglie di Reggiana, Lecce e SPAL, totalizzando 56 presenze e 14 reti in serie cadetta. In carriera conta anche 206 presenze in Serie C.

## Palmarès

### Club

#### Competizioni nazionali
- Campionato italiano Serie C: 1

Lecce: 1975-1976
- Coppa Italia Semiprofessionisti: 1

Lecce: 1975-1976

#### Competizioni internazionali
- Coppa Italo-inglese per semiprofessionisti: 1

Lecce: 1976